# Метод объёма жидкости

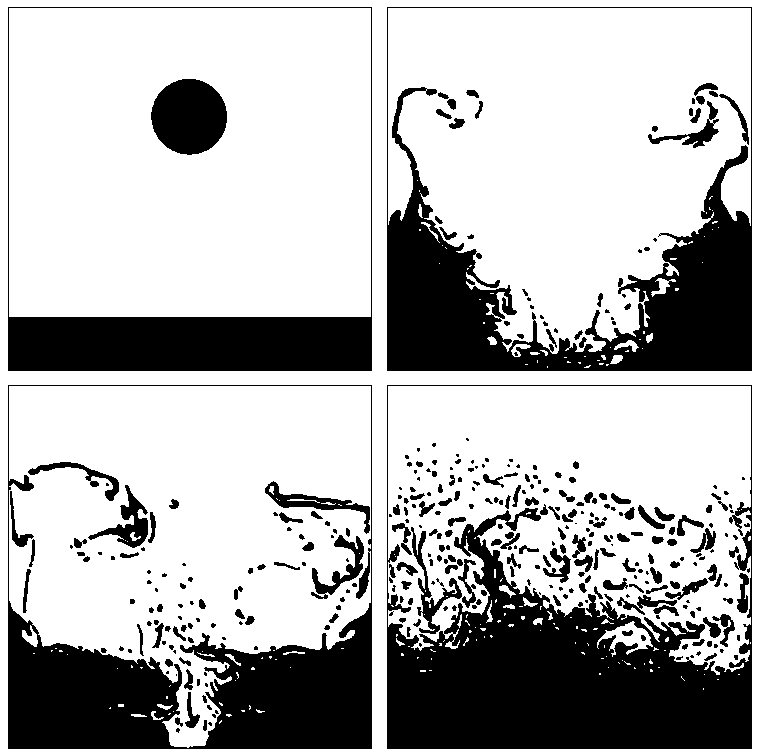
Иллюстрация моделирования жидкости с помощью метода объёма жидкости

Метод объёма жидкости (англ. Volume of fluid method, VOF) — численный метод для аппроксимации свободной поверхности. Он относится к классу Эйлеровых методов, которые характеризуются сеткой, которая является стационарной или движется согласно изменяющейся форме поверхности по определённому заданному закону. Метод представляет собой алгоритм, который позволяет программисту отслеживать форму и положение поверхности в целом, но не является автономным алгоритмом. Уравнения Навье — Стокса, описывающие движение потоков, должны быть решены по отдельности, что характерно для всех других алгоритмов адвекции.

## Спецификация
Основой метода является дробная функция {\displaystyle C}, которая является интегралом характеристических функций жидкости в конечном объёме (назовем его ячейкой). Если ячейка пуста (нет жидкости), {\displaystyle C} равно нулю, если ячейка полная {\displaystyle C=1}, для промежуточных состояний {\displaystyle 0<C<1}. {\displaystyle C} является непрерывной функцией, принимающей значения от 0 до 1.
Дробная функция {\displaystyle C} является линейной и пока жидкость перемещается со скоростью
{\displaystyle \mathbf {v} =(u(x,y,z),v(x,y,z),w(x,y,z))}
(в трёхмерном пространстве {\displaystyle \mathbf {R^{3}} }) каждая  частица находится в заданной фазе и не меняет фазу — как частица воздуха которая часть воздушного пузырька в воде остаётся частицей воздуха независимо от перемещения пузырька (мы пренебрегаем растворением воздуха в воде). Производная дробной функции должна быть равна нулю:
{\displaystyle {\frac {\partial C}{\partial t}}+\mathbf {v} \cdot \nabla C+\nabla \cdot (C(1-C)U_{r})=0.}
Последнее слагаемое проявляется только на поверхности и «сжимает» эту область с помощью искусственного поля {\displaystyle U_{r}}.

## Применение
Используется, в частности, в OpenFoam для моделирования задач со свободной поверхностью.